# Štadión Pasienky
Das Štadión Pasienky (deutsch „Stadion Sauhaide/Kuhhaide“) ist ein Fußballstadion im Stadtteil Nové Mesto der slowakischen Hauptstadt Bratislava. Es war die Heimstätte des Traditionsvereins Inter Bratislava. Nach dessen Insolvenz wurde der Erzrivale ŠK Slovan Bratislava bis 2019 Hauptnutzer des Stadions.
Die Kapazität des Stadions beträgt 11.591 Zuschauer, wovon jedoch nur 2.000 Plätze überdacht sind. Es gibt keine Stehplätze. Der Eigentümer des Stadions ist die Stadt Bratislava. Das Spielfeld ist 105 m lang und 68 m breit. Die Beleuchtungsstärke der Flutlichtanlage beträgt 1.500 Lux.